# Epitrimerus anthrisci
Epitrimerus anthrisci är en spindeldjursart som beskrevs av Carl Hildebrand Lindroth 1904. Epitrimerus anthrisci ingår i släktet Epitrimerus, och familjen Eriophyidae. Arten är reproducerande i Sverige.